# Bithoracochaeta couriae
Bithoracochaeta couriae is een vliegensoort uit de familie van de echte vliegen (Muscidae). De wetenschappelijke naam van de soort zijn voor het eerst geldig gepubliceerd in 2020 door Jaume-Schinkel en Ibáñez-Bernal.